# Aeroportul Internațional Shah Amanat
Aeroportul Internațional Shah Amanat (IATA: CGP, ICAO: VGEG) este un aeroport din Patenga⁠(d), Bangladesh ce deservește zona Chittagong. Aeroportul a fost tranzitat în 2018 de 1.687.000 de pasageri. A fost deschis în 1941.
Situat la o altitudine de 4 m, aeroportul dispune de o singură pistă. Este operat de Civil Aviation Authority of Bangladesh⁠(d).